# Biografielijst Kp

## Kpa
- Paul Kpaka (1981), Sierra Leoons voetballer